# Robert Smyth McColl
Robert Smyth McColl (13 d'abril de 1876 - 25 de novembre de 1959) fou un futbolista escocès de la dècada de 1900. Fou internacional amb la selecció d'Escòcia i amb la selecció de la lliga escocesa. Defensà els colors de Queen's Park, Newcastle United FC i Rangers FC.
El 2011 fou inclòs a l'Scottish Football Hall of Fame.